# Rodríguez (Uruguay)
Rodríguez, anteriormente conocida como Villa Rodríguez, es una ciudad uruguaya del departamento de San José y es sede del municipio homónimo.

## Ubicación
La localidad se encuentra situada en la zona centro-este del departamento de San José, al oeste del arroyo Cagancha, sobre la ruta 45, 1,5 km al norte de su empalme con la ruta 11.

## Historia
En el año 1874 surgió a orillas del arroyo Cagancha el pueblo Concordia, a partir de un fraccionamiento realizado en terrenos de Eusebio Riusde, pero debido a la creación de la estación de ferrocarril en 1876 en donde hoy es Rodríguez, alejada del pueblo Concordia, determinó su desaparición y el surgimiento y desarrollo de Rodríguez. Esta localidad se desarrolló en los campos de los sucesores de Santiago Rodríguez, de quienes tomó su nombre. En 1898, Rita Baena de Rodríguez y León Jude destinaron parte de sus tierras para la ampliación del joven pueblo, donando una manzana para la iglesia y otra para la plaza, y los terrenos necesarios para la comisión auxiliar, comisaría y cementerio.
En 1902 se estableció la Sociedad Molinos Nacionales Ltda. por parte de Luis Brandi, la que más tarde se convirtió en Molinos del Sur S.A., y que en el año 1952 desapareció tras un incendio. Esta empresa fue muy importante en la historia de la localidad y su desarrollo. También por los años 1900 surgieron extensas plantaciones de olivos en la zona y la planta de producción de aceite en el pueblo.
Recién el 19 de julio de 1909 por ley 3548 el centro poblado fue declarado oficialmente pueblo, dicha fecha es tomada como fecha de su fundación.
La Iglesia Nuestra Señora del Rosario fue inaugurada en el año 1928, años más tarde surgieron el Club 18 de julio, el Club A. Oriental, el Club A. Rodríguez, el nuevo edificio de la escuela Nº 47, el colegio de las Hermanas, la Sociedad Unión de Viticultores, la Sociedad de Productores Lecheros, el Rotary Club y en 1962 el Liceo público. En el año 1972 se fundó la planta de Conaprole de la localidad.
En 1960 por ley 12.733 del 14 de junio de ese año fue elevada a la categoría de villa. En 2014 por ley 19.236 del 9 de julio de ese año fue elevada a la categoría de ciudad.
En 2017 por Resolución Nº 01388/2017 del Ejecutivo Departamental se declara bandera oficial de la ciudad, al diseño del Sr. Dante Edgardo Carlini Rodríguez, ganador del concurso correspondiente.

## Población
Según el censo del año 2023 la localidad contaba con una población de 3100 habitantes.
| 9017          | 1295 | 1577 | 2035 | 2354 | 2561 | 2604 | 3100 |
| (Fuente: INE) |      |      |      |      |      |      |      |

## Economía
Las principales actividades económicas de la localidad derivan de la lechería y de la vid. En la localidad se encuentra una importante planta de la empresa Conaprole que produce principalmente leche y quesos. En cuanto a la vitivinicultura, la localidad de Ciudad Rodríguez, cuenta con la segunda plaza a la vitivinicultura del mundo.

## Atractivos
La Fiesta de la Uva y el Vino se celebró ininterrumpidamente en la localidad desde 1960 durante 20 años hasta que el sector vitivinícola se vio afectado por dificultades. En 2005 se retomó la actividad y cada mes de abril tiene lugar esta fiesta en la villa que incluye diferentes actividades pero se destaca la degustación de los productos del lugar.